# Pollaufův hostinec
Pollaufův hostinec (nebo též Polaufův hostinec či Polaufovy domy případně U Polaufa (německy: Beim Pohlaufen) taktéž usedlost (statek) Pollauf) je původní (již nepoužívané) označení pro skupinu domů, jenž se nacházely v nejsevernější (a nejvýše položené – v nadmořské výšce kolem 1070 m) části obce Horská Kvilda na Šumavě. Hlavní dům jakož i ostatní k němu příslušející blízké objekty se nacházely na výrazném návrší nad pravým břehem Hamerského potoka. Na tomto místě (předpokládaném nejstarším „sídelním jádru“ Horské Kvildy) se křižovaly středověké dálkové obchodní cesty a tudy vedla i jedna z tras tzv. Zlaté stezky a sice její Kašperskohorská větev (tzv. Kašperskohorská Zlatá stezka) začínající v českém městě Kašperské Hory a končící v německém městě Pasov. V současné době se zde nachází Hotel Rankl.

## Historie
Usedlost Pollauf byla založena na rozcestí soumarské cesty z Kašperských Hor do Pasova a ze Sušice do bavorského Grafenau nejspíše již ve středověku a náležela městu Kašperské Hory, které bylo též jejím zřizovatelem. Město Kašperské Hory propachtovalo usedlost občanu jménem Tobias Müller s tím, že město samo i nadále usedlost vlastnilo a Tobias Müller byl pouze tzv. dědičným pachtýřem, jenž městu platil nájem a plnil i další závazky plynoucí z pachtovní smlouvy. První historicky doložená zmínka o usedlosti pochází z roku 1680.

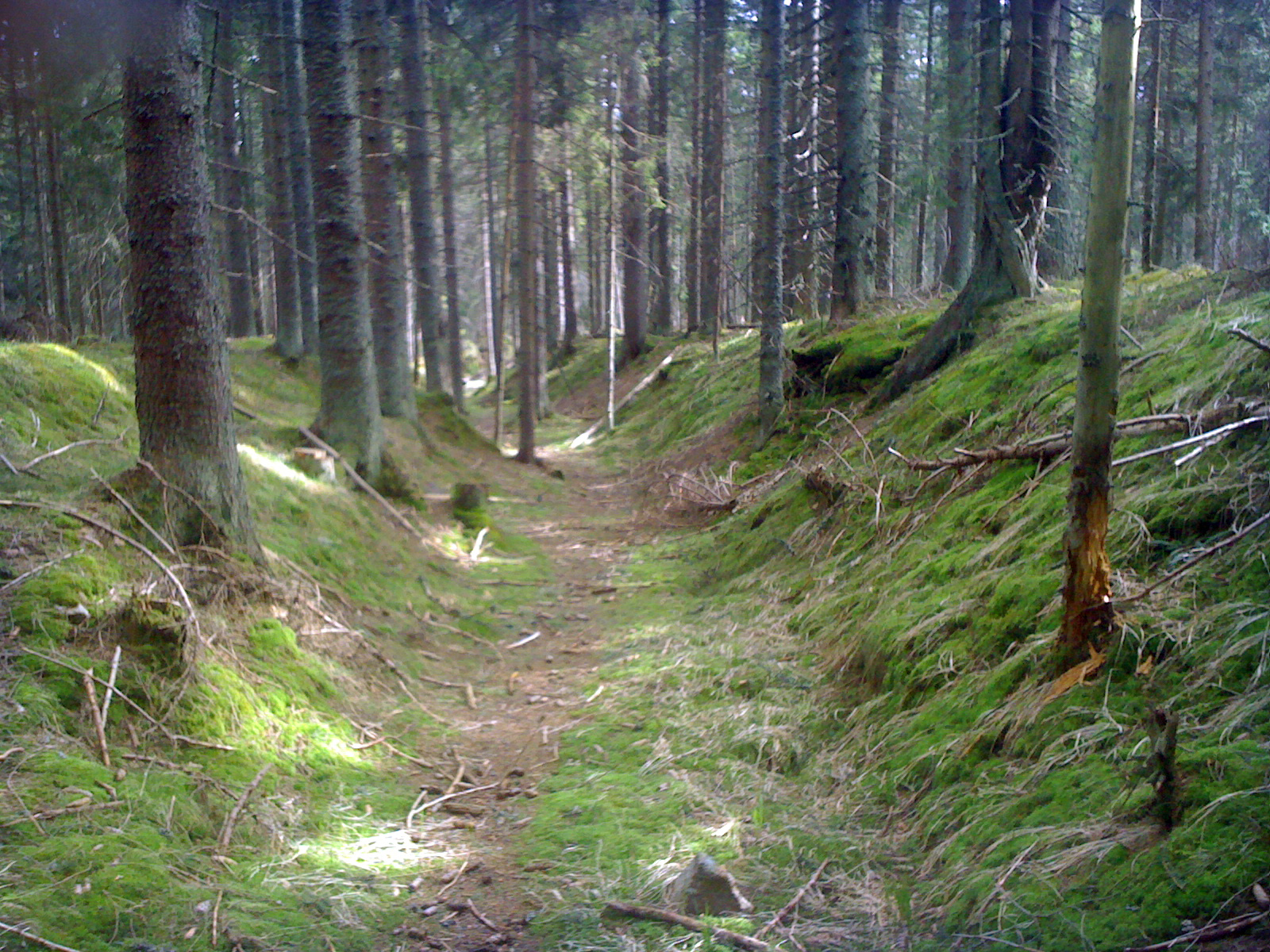
Zlatá stezka, zbytek středověké dálkové obchodní cesty, 1 km severně od Horské Kvildy (rok 2010)
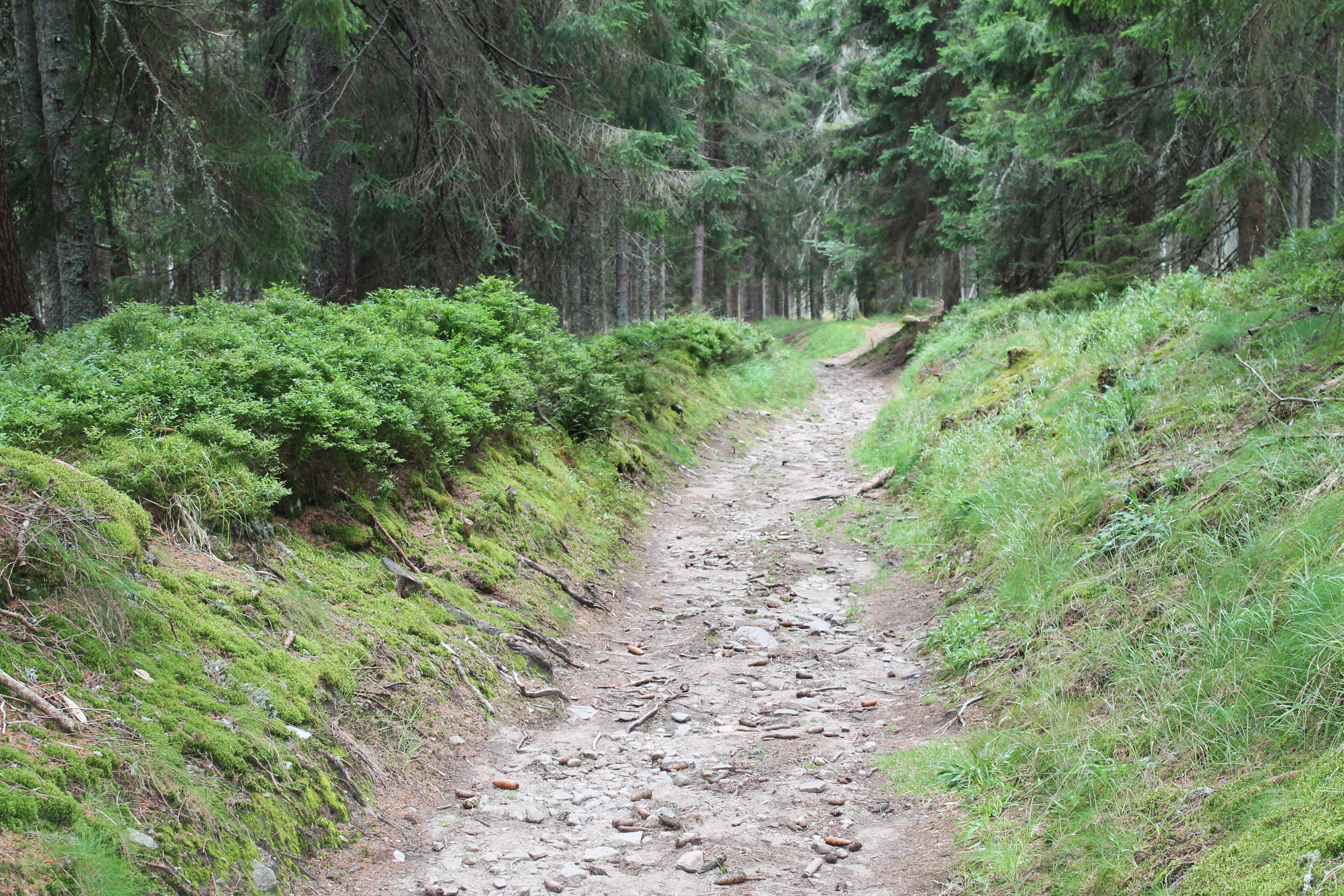
Zlatá stezka, zbytek středověké dálkové obchodní cesty, poblíž Horské Kvildy (rok 2013)

### Nikoalus Priem
V roce 1680 přešel pacht na svobodné lidi (byli to manželé Nikolaus a Marie Priem), kteří namísto roboty museli k užitku města Kašperské Hory provozovat hospodskou činnost (měli za povinnost „pocestné zaopatřovat pivem a pálenkou ze svého provozu“). Nikolaus Priem platil dvakrát ročně nájem ve výši 1 gulden a 20 krejcarů, mohl pást dobytek v městských lesích a ve svém vlastním lese mohl rubat dřevo pro své potřeby (topení a opravy budov v usedlosti). Poté, co zaplatil tzv. „ptačí nájem“, mohl ve vyznačeném a dohodnutém revíru lovit zvěř i rybařit. Z každého uloveného kusu vysoké zvěře musel ale odeslat do Kašperských Hor bezplatně zadní čtvrť. Nikolaus Priem během svého hospodaření na statku zakoupil nejen kus vysokohorské louky a černého lesa, ale postavil i druhý obytný dům.

### Lukas Priem
V roce 1707 převzal usedlost jeho syn Lukas Priem, když se předtím oženil se Suzanne rozenou Franz z bavorského Regenu. I on usedlost zvětšil a tak město Kašperské Hory mohlo zvýšit nájemné a posléze přenést na usedlost i funkci „Filiální celnice a cedulového výběrčího místa“. Takto vzniklý celní bod (celnice,  mýtnice) platil pro obě obchodní cesty.

### Rod Pollaufů
Od druhé poloviny 18. století prakticky až do roku 1946 zde hospodařil a hostinec provozoval rod Polaufů (Pollaufů, Pohlaufů).

V roce 1757 na usedlosti hospodařili Adam a Dorothea Pollauf a v roce 1795 převzal koupí (za sumu 2.575 zlatých) usedlost Adamův syn Johann Adam Pollauf. Od roku 1855 následujících patnáct let na statku hospodařil jeho syn Erhart Pollauf. Jeho manželka Marie Anna v roce 1873 předala dvůr Mathiasu Pollaufovi. (Ten se po dvou letech oženil s Veronikou Bauer z dnes již zaniklé české osady Grünberghofu, která do manželství přispěla věnem 1.800 zlatých.) Hospodář, jenž přišel na statek po Mathiasu Pollaufovi není znám, ale po něm následujícím hospodářem byl Friedrich Pollauf (padl v první světové válce). Poslední německý majitel usedlosti se jmenoval Friedrich Pollauf (1914–1950), jenž byl nucen statek opustit v roce 1946 v rámci odsunu německého obyvatelstva z českého pohraničí po druhé světové válce.

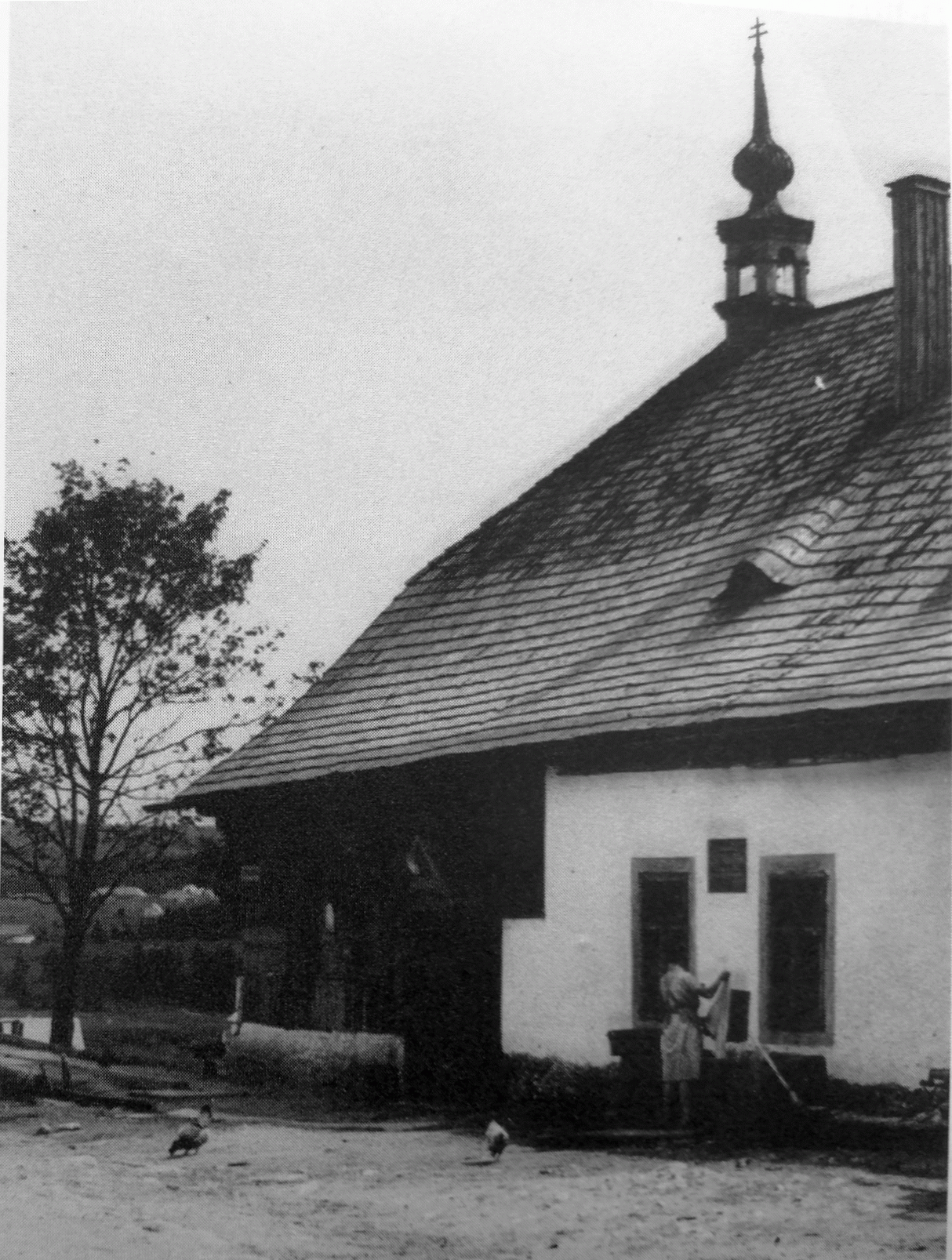
Pollaufův hostinec na Horské Kvildě kolem roku 1930
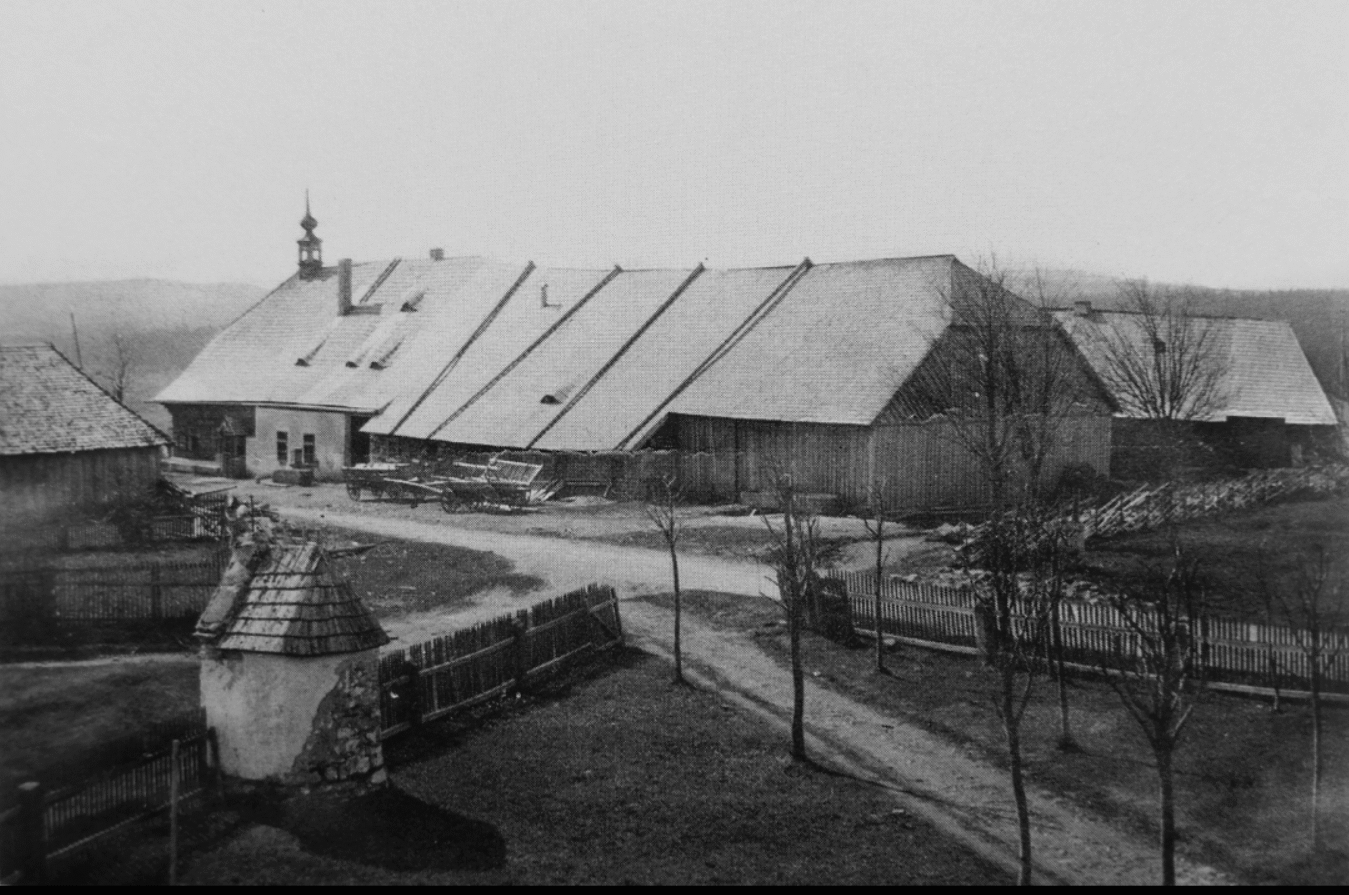
Pollaufův hostinec (s kapličkou) na Horské Kvildě kolem roku 1930
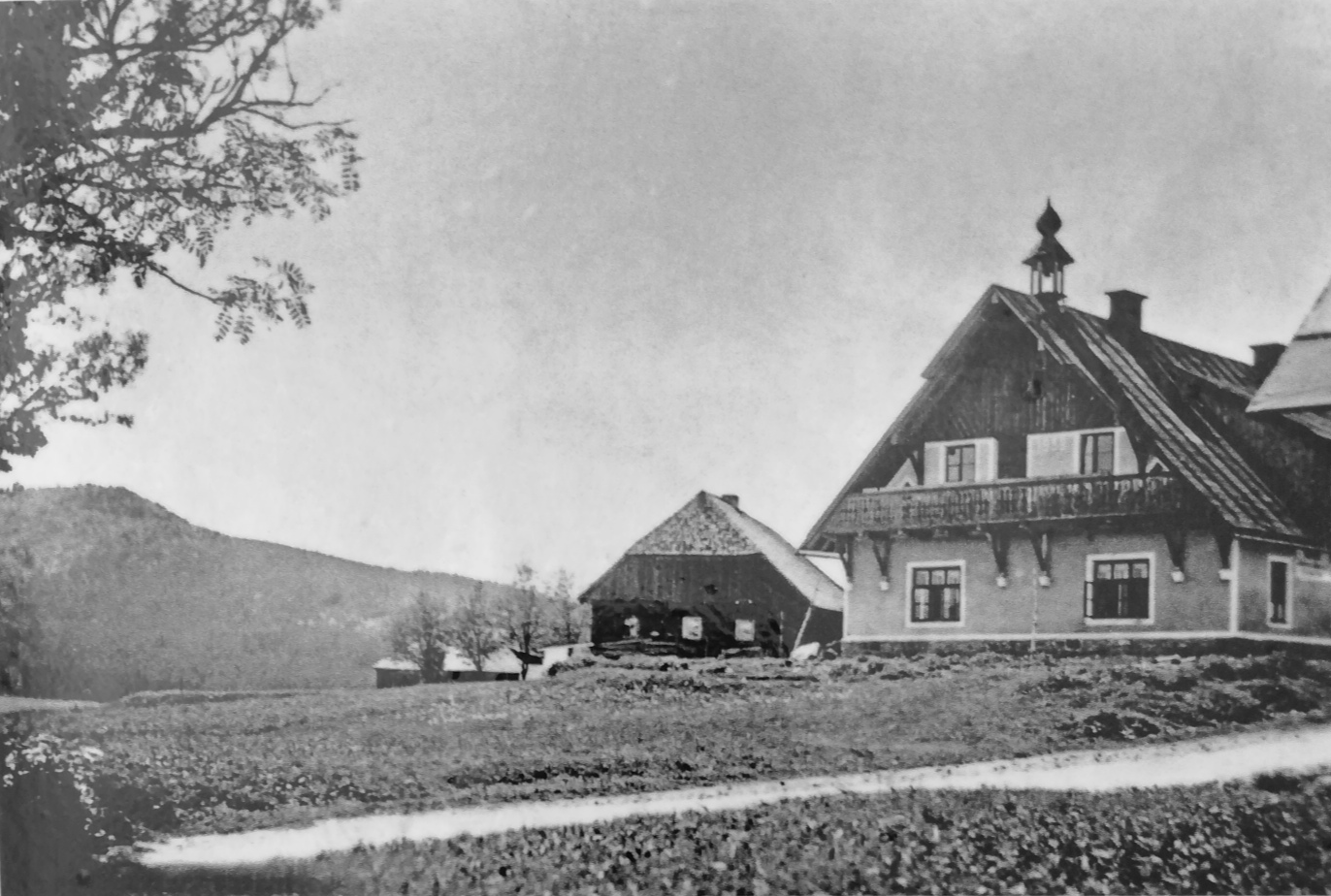
Pollaufův hostinec na Horské Kvildě v roce 1932

### Po druhé světové válce
Po vítězném Únoru 1948 byl objekt znárodněn a Národní pozemkový fond přidělil (20. října 1950) usedlost na Horské Kvildě čp. 18 s asi 16.5 ha pozemků nájemcům Jaroslavu Voldřichovi a Růženě Voldřichové (z Horské Kvildy 13). Hostinec fungoval až do 50. let 20. století. Školský referát (na ONV ve Vimperku) nutně potřeboval (pro splnění svých úkolů v pětiletém plánu) budovu usedlosti čp. 18 na Horské Kvildě. Z tohoto důvodu bylo v roce 1952 přidělení usedlosti a souvisejících pozemků revidováno, pozemky přešly na Československý stát a budova na resort školství, jenž objekt využíval jako školní zařízení. Útvar hlavního architekta Prahy převzal budovu v roce 1980 a provedl její přestavbu.

### Po roce 1989
Po sametové revoluci (po roce 1989) přešla budova na Okresní úřad Klatovy, jenž ji následně v dražbě prodal. Tím se původní Pollaufův hostinec prodejem ocitl v soukromých rukou. V roce 2004 prošla bývalá Pollaufova hospoda kompletní rekonstrukcí  a od té doby nese název Hotel Rankl. Za hotelem stojí v současnosti dvě sportovní osobnosti: Roman Kreuziger starší, bývalý silniční cyklista a cyklokrosař, a Martin Jakš, bývalý český reprezentant v běhu na lyžích a držitel bronzové olympijské medaile ze ZOH 2010 v závodě štafet.

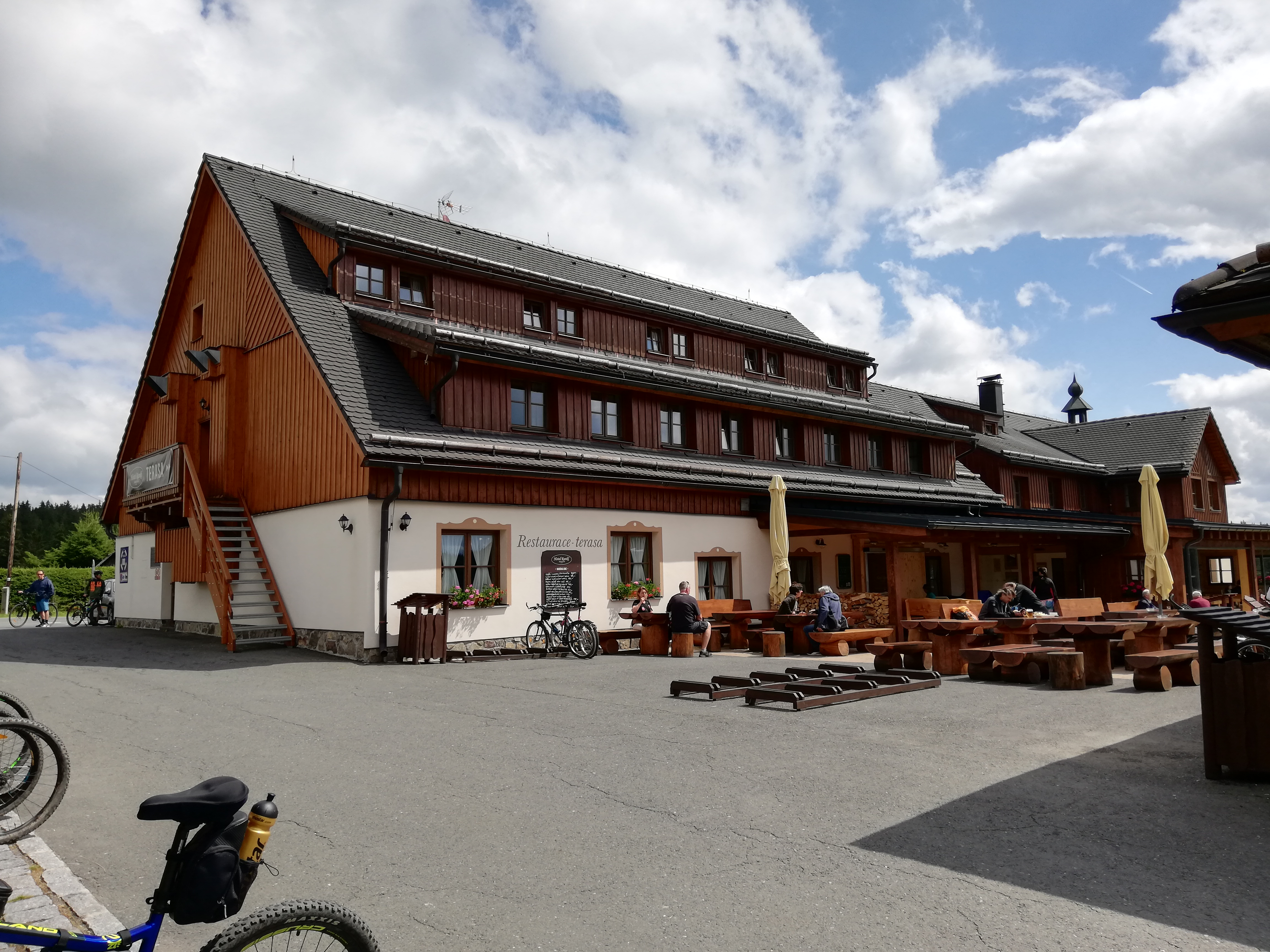
Hotel Rankl na Horské Kvildě (léto 2020)
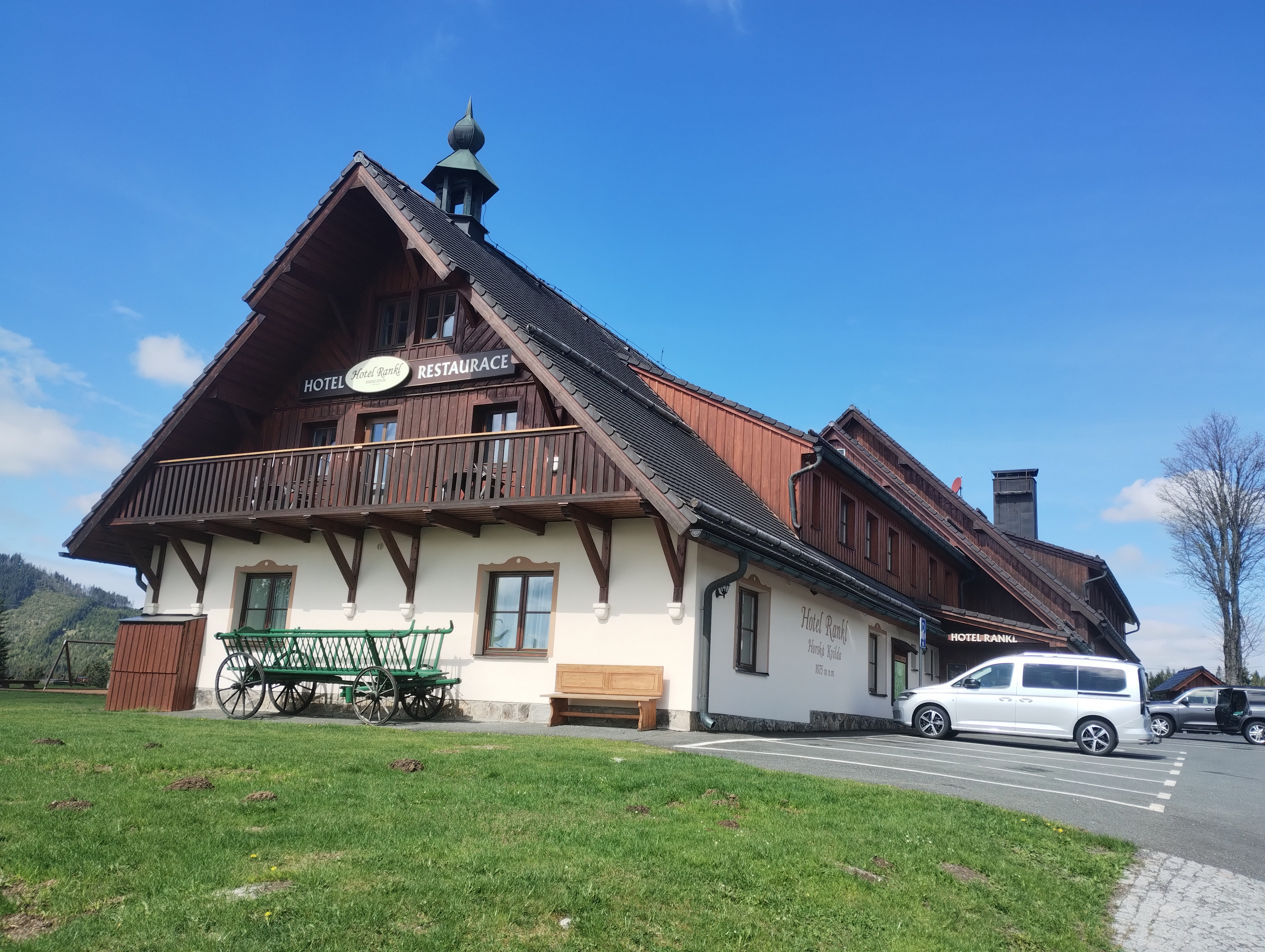
Hotel Rankl (květen 2025)
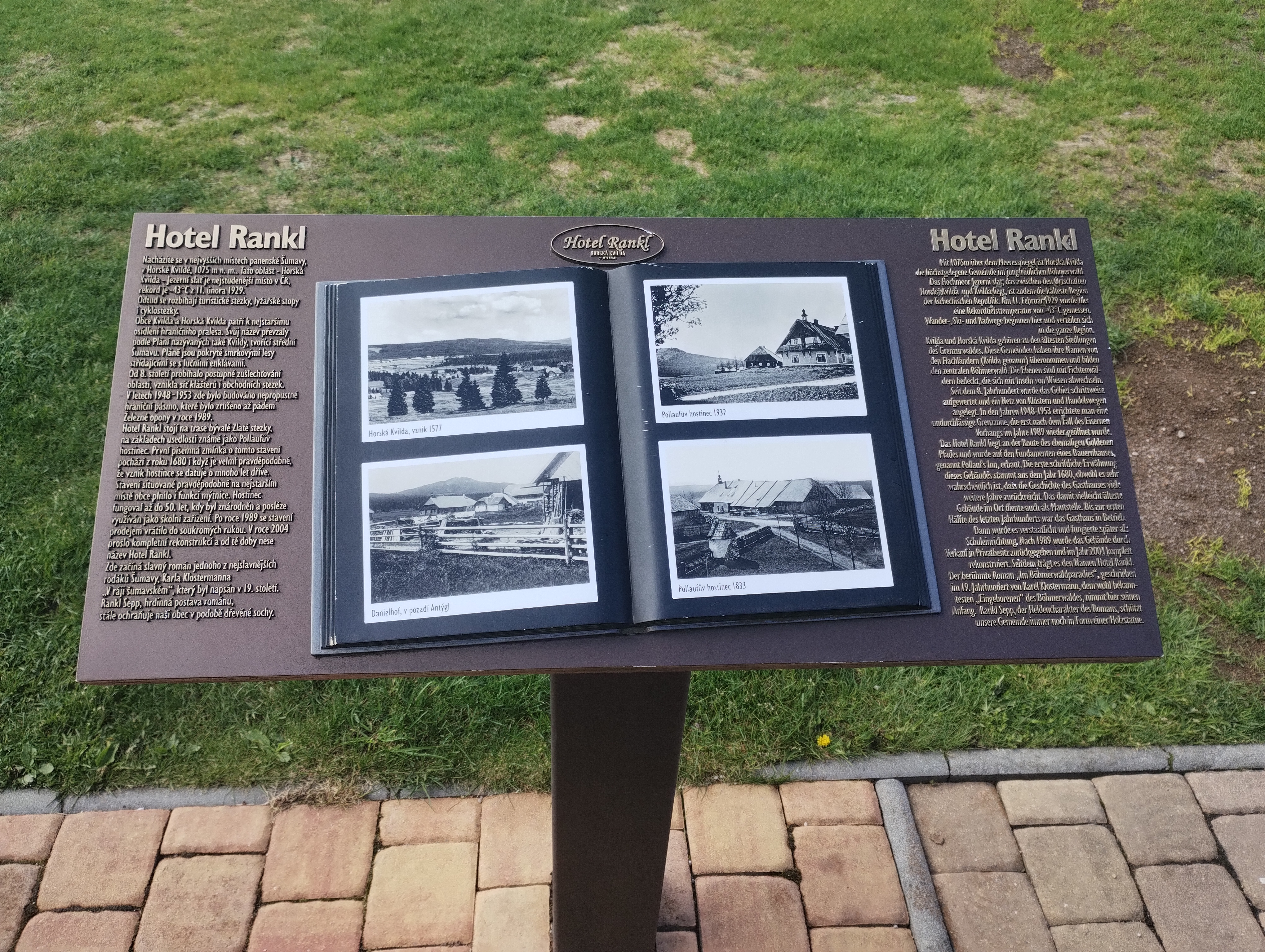
Informační deska ve formě knihy před vstupem do hotelu Rankl (květen 2025)
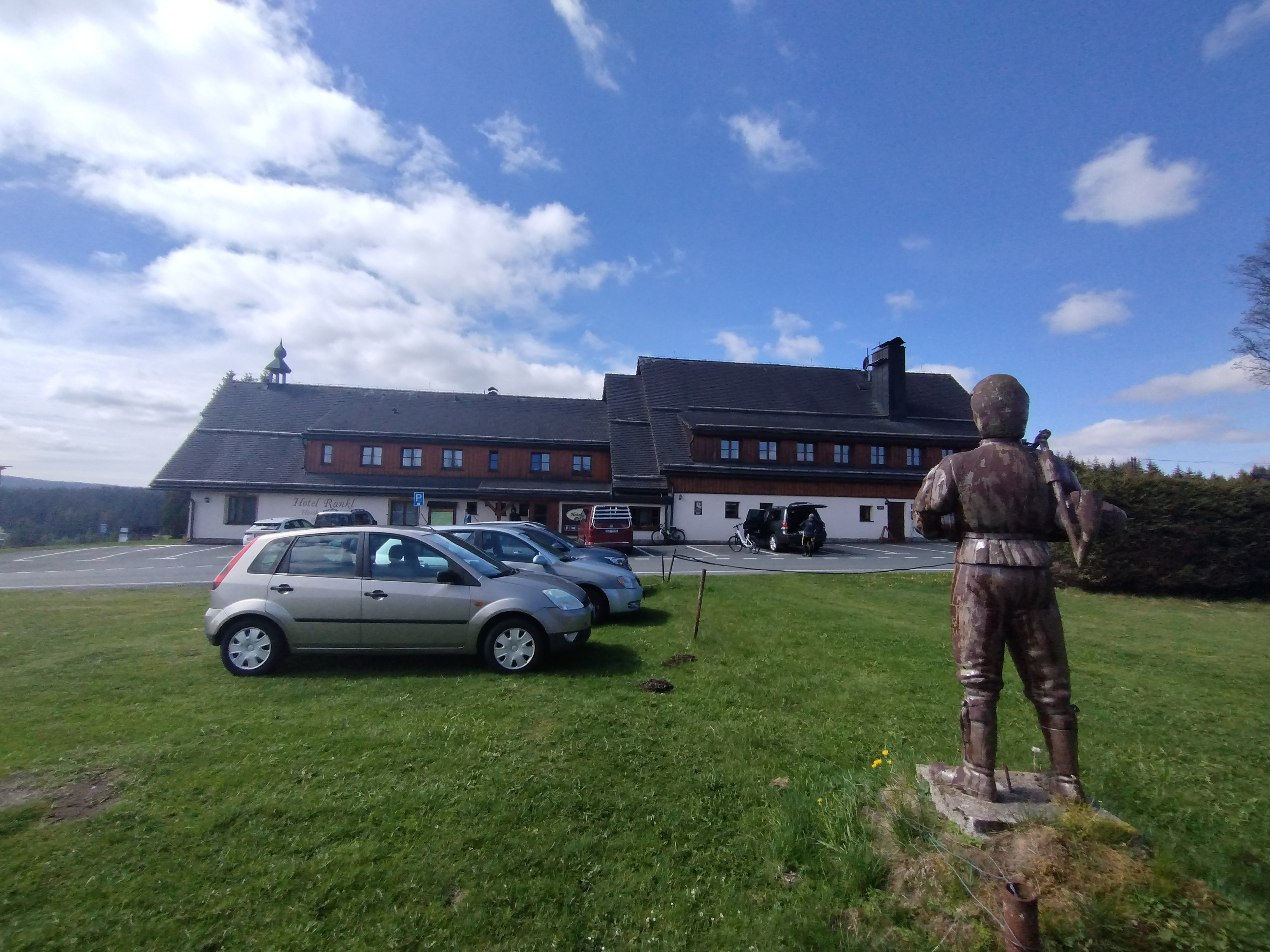
Pohled na hotel Rankl z protějšího parkoviště u zahrady a chalupy řezbáře Ladislava Pavla (květen 2025)
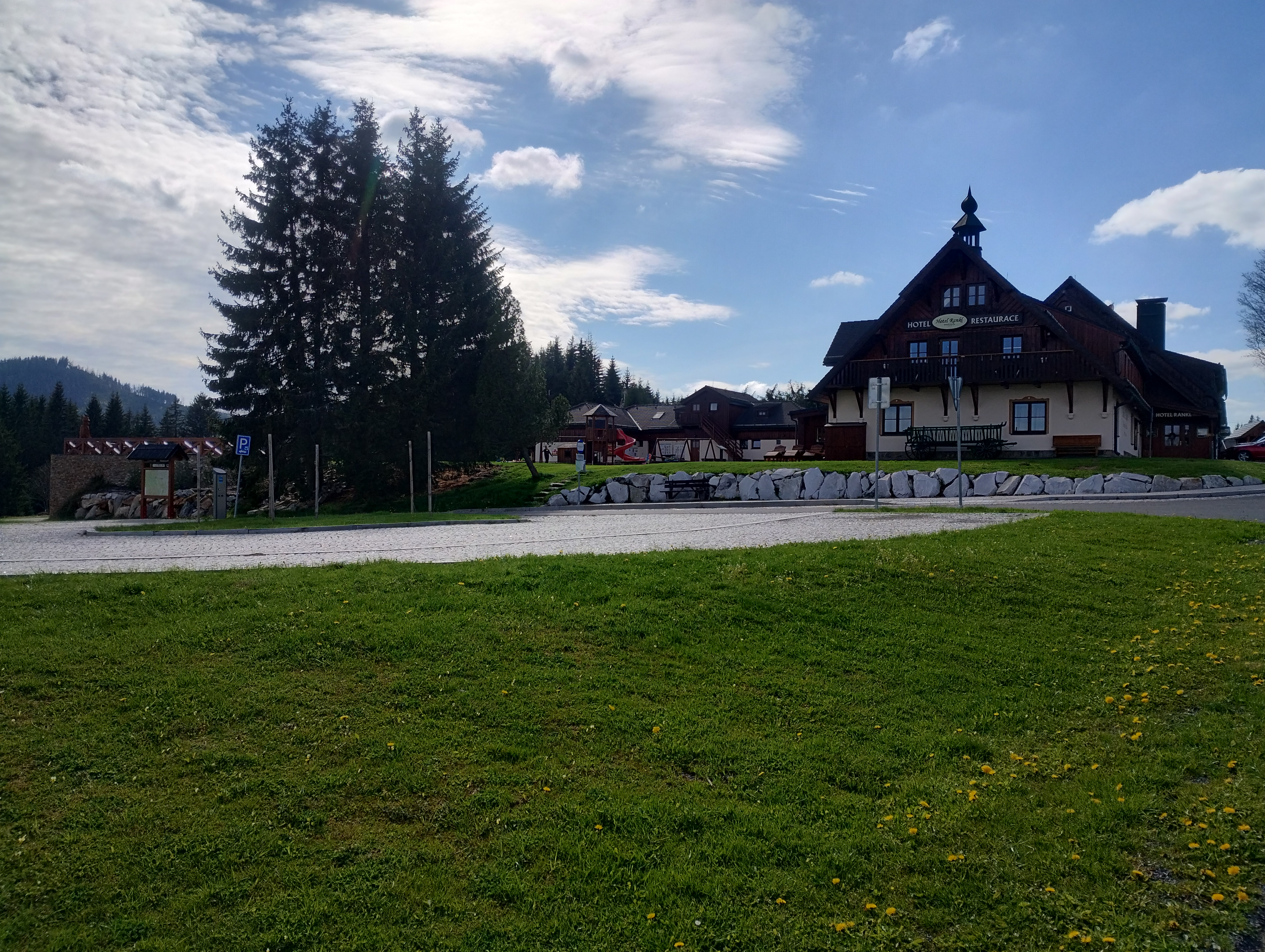
Hotel Rankl (vlevo terasa s dřevěnou sochou Seppa Rankla, květen 2025)
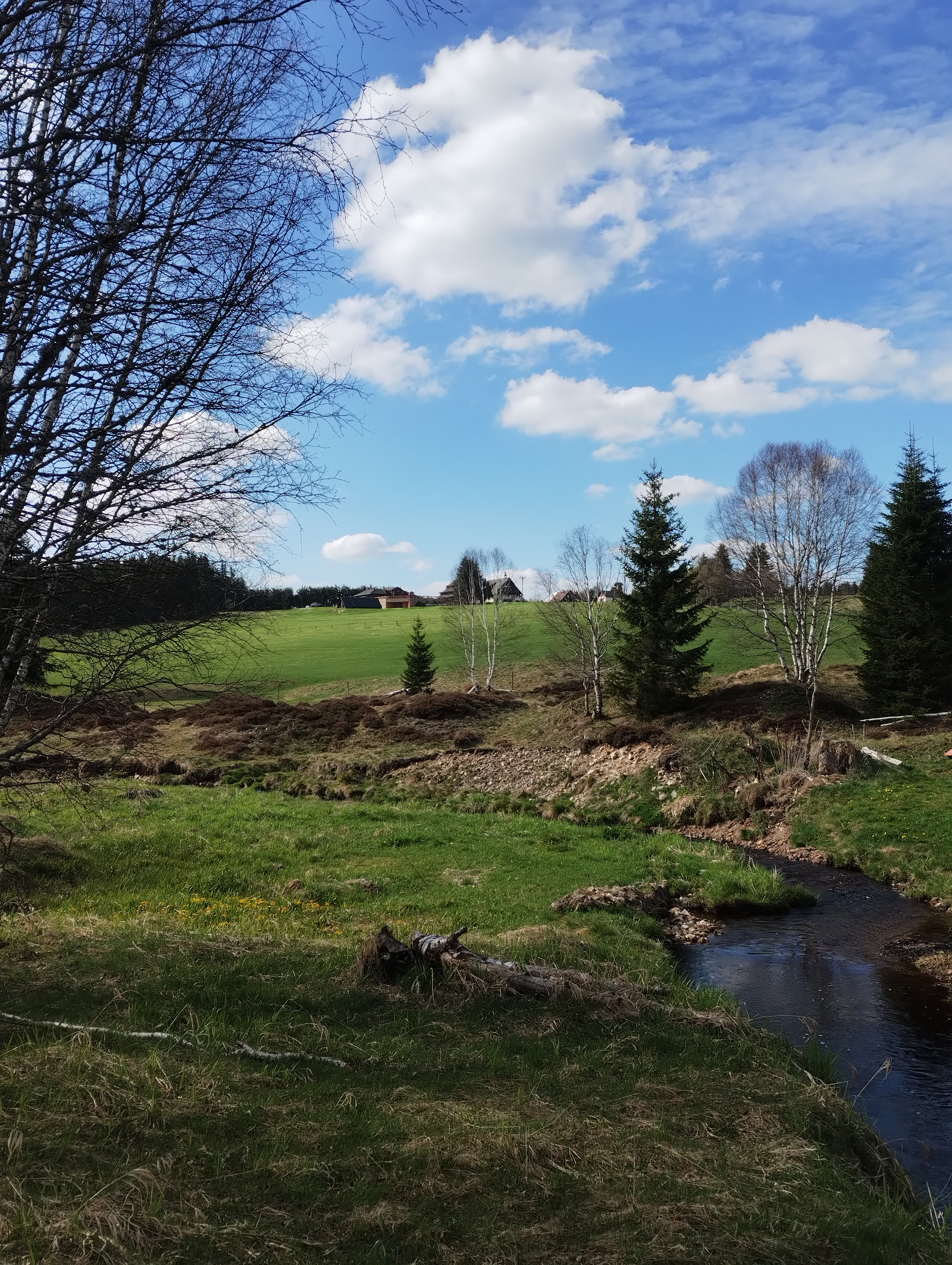
Pohled na hotel Rankl od můstku přes Hamerský potok (v blízkosti budovy ev.č. 15, květen 2025)
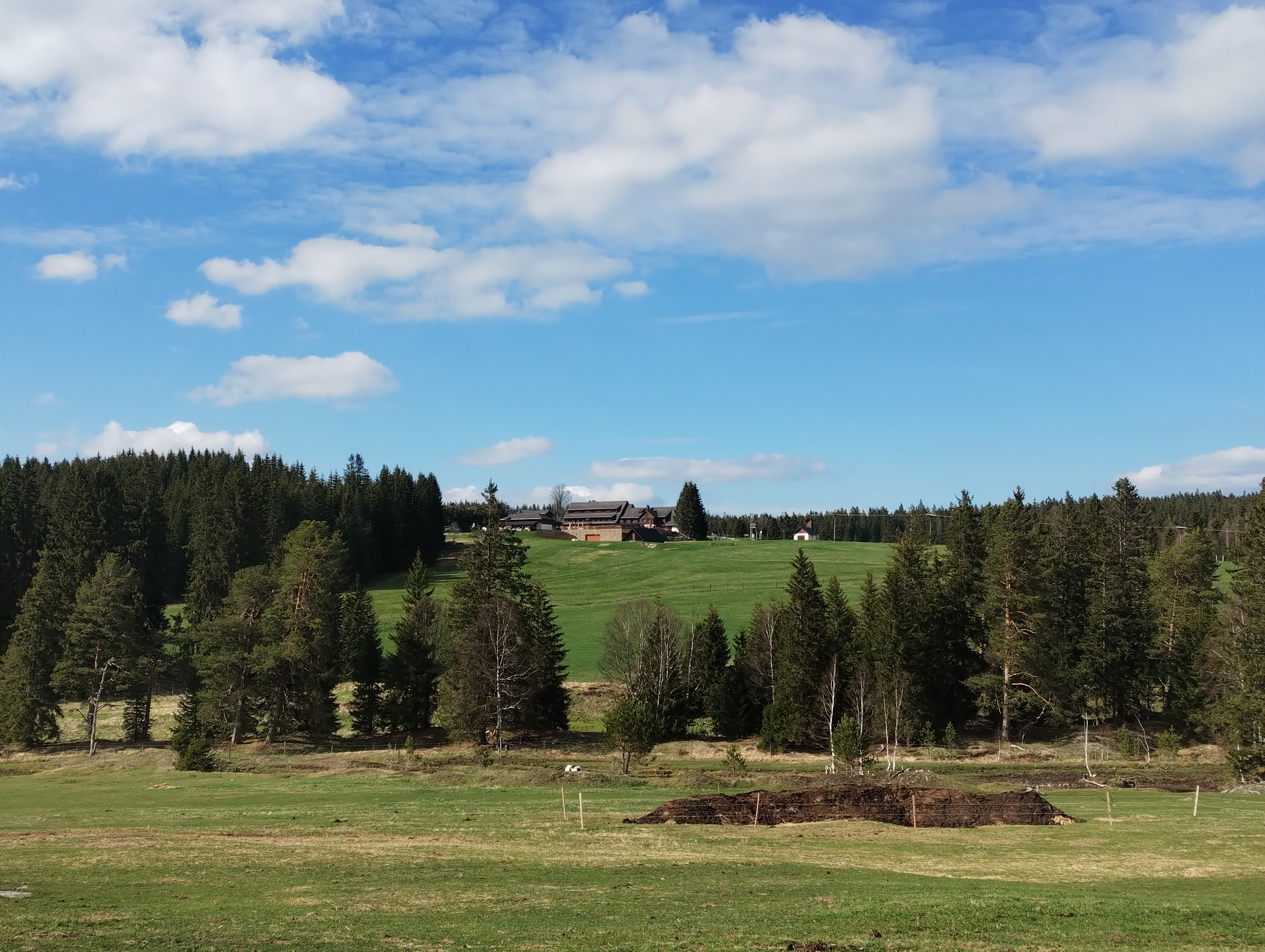
Pohled na hotel Rankl z pastvin za Hamerským potokem (květen 2025)

## V ráji šumavském
Pollaufův hostinec je zmiňován jako dějiště úvodních pasáží románu spisovatele Karla Klostermanna z roku 1893 V ráji šumavském. Naproti hotelu Rankl na zahradě řezbáře Ladislava Pavla, otce známého archeologa Pavla Pavla, stojí přes dva metry vysoká (213 cm) dřevěná socha silného „šumavského obra” Rankla Seppa (pravým jménem Josef Klostermann). Další dvě jeho dřevěné sochy se nachází v areálu hotelu Rankl: jedna uvnitř a druhá na přilehlém pozemku - terase. Rankl Sepp je jednou z postav Klostermannova románu.

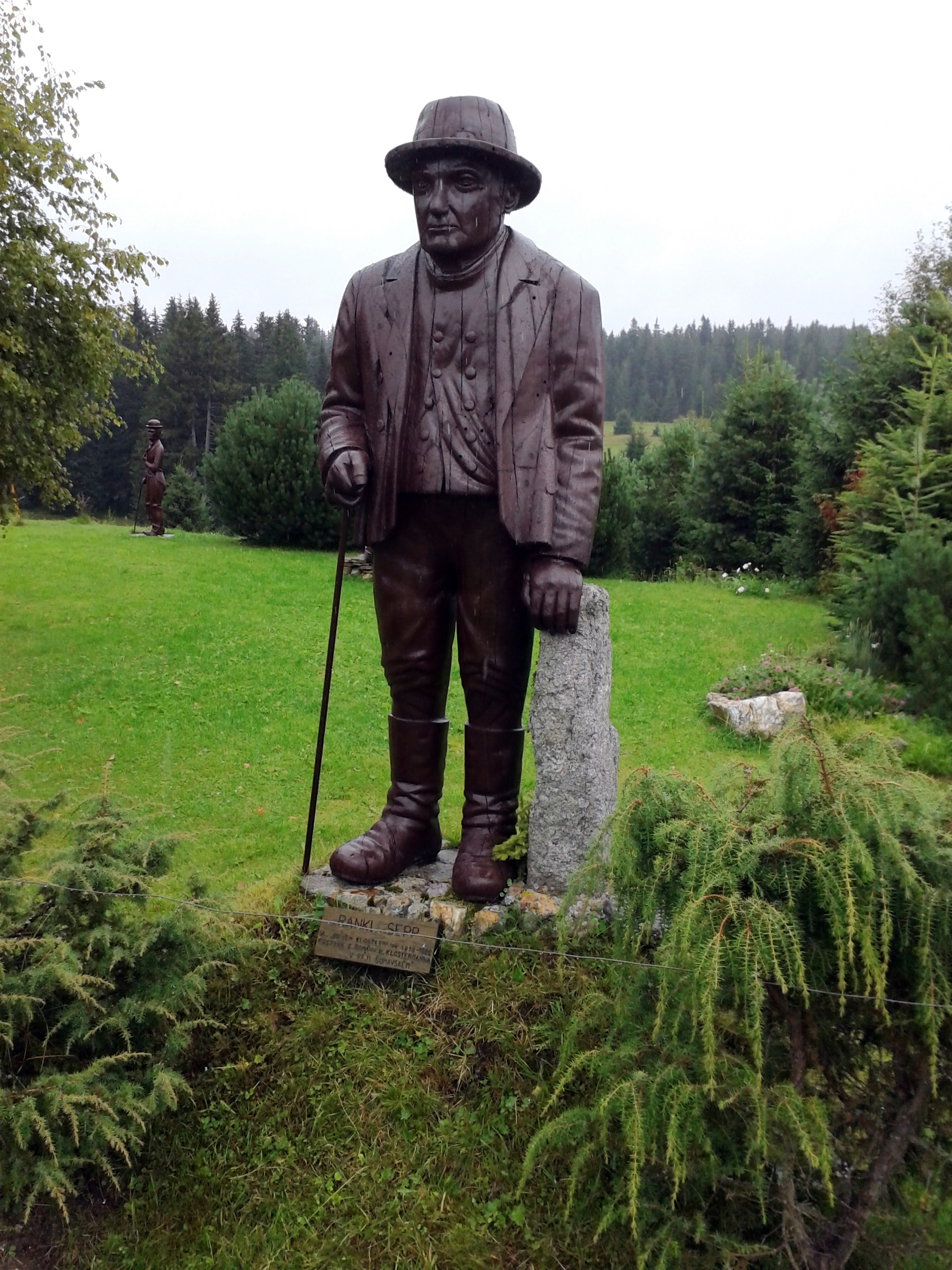
Dřevěná socha Rankla Seppa na zahradě řezbáře Ladislava Pavla v Horské Kvildě[8] (2016)
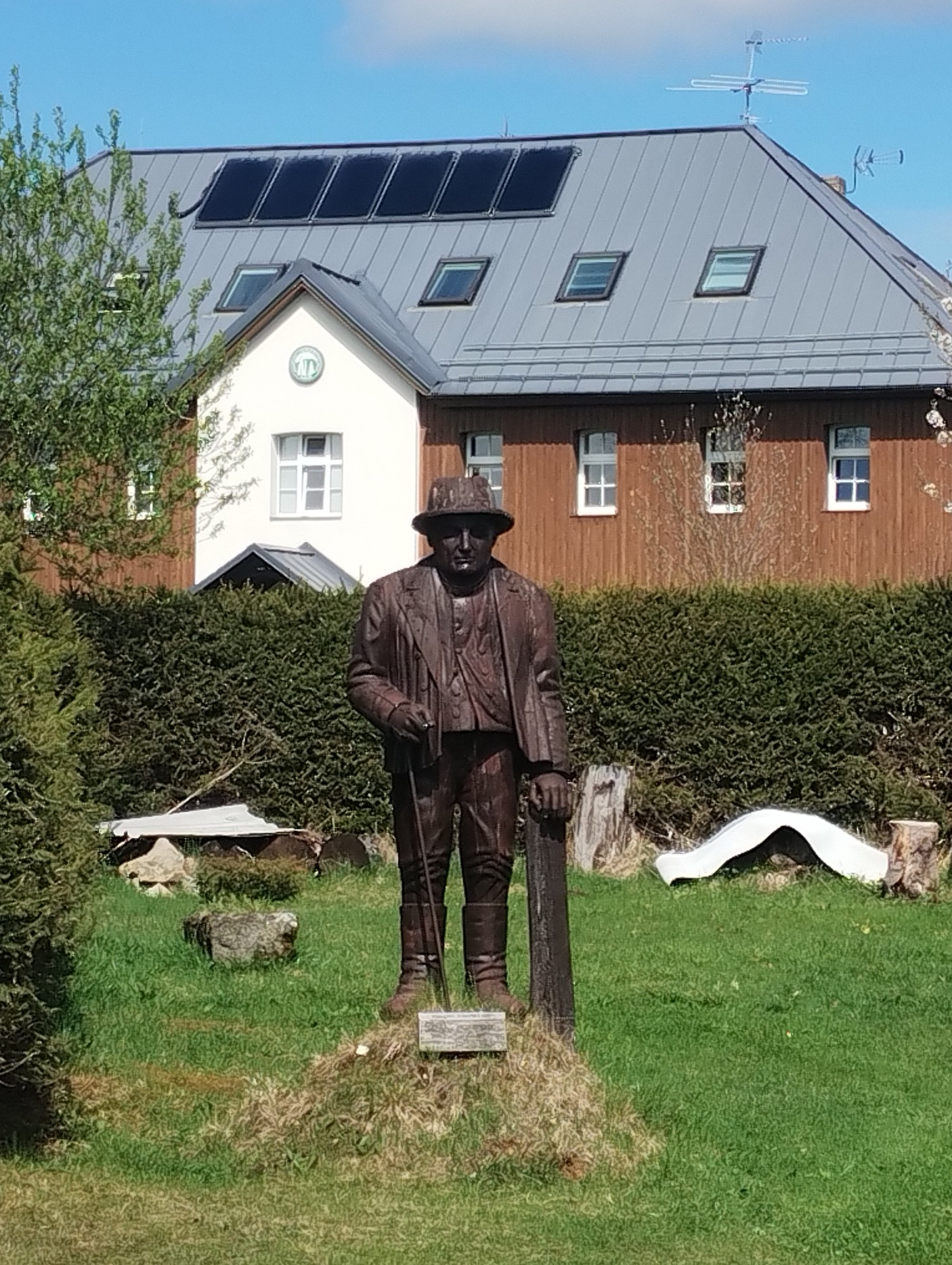
Přemístěná dřevěná socha Rankla Seppa na zahradě řezbáře Ladislava Pavla (2025)
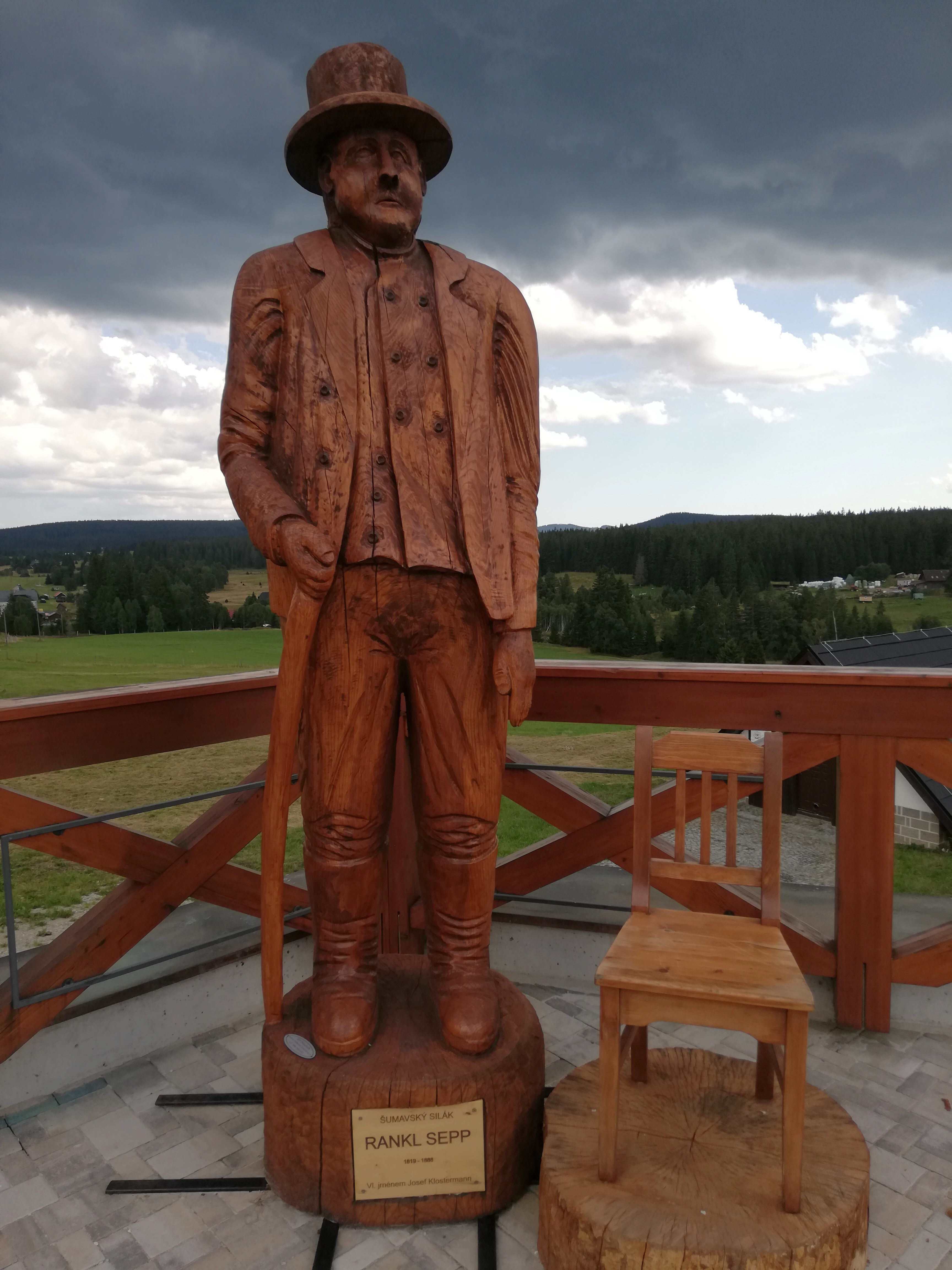
Dřevěná socha Rankla Seppa na terase hotelu Rankl (2023)
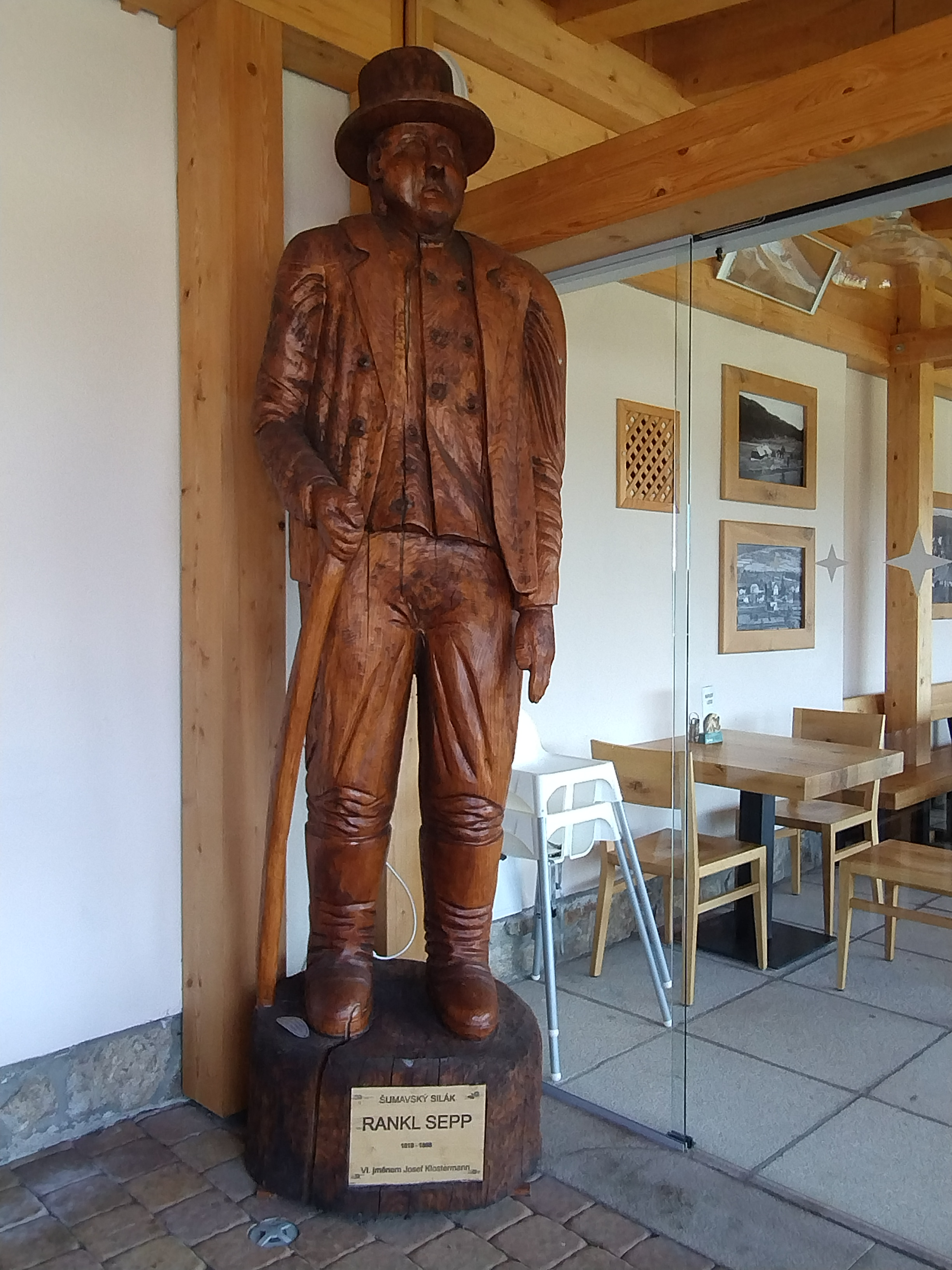
Dřevěná socha Rankla Seppa přemístěná z terasy do vnitřních prostor hotelu Rankl (2025)
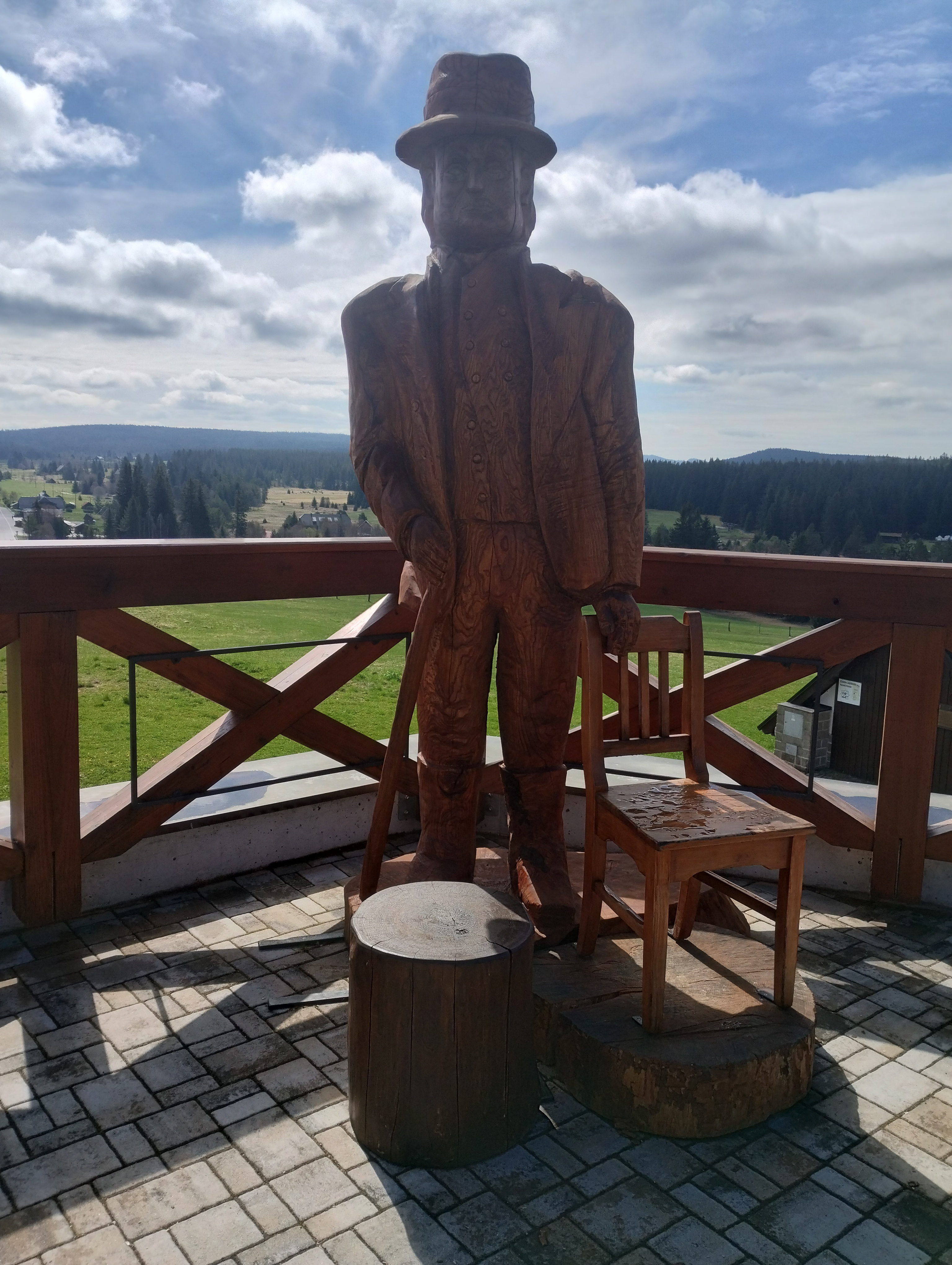
Dřevěná socha Rankla Seppa vyrobená na jaře 2025 a umístěná na terase hotelu Rankl